# Closterocerus chlorogaster
Closterocerus chlorogaster är en stekelart som först beskrevs av Erdös 1966.  Closterocerus chlorogaster ingår i släktet Closterocerus, och familjen finglanssteklar. Arten är reproducerande i Sverige.